# Le Mesnil-Drey
Le Mesnil-Drey era una comuna francesa situada en el departamento de Mancha, de la región de Normandía, que en 1973 pasó a ser una comuna asociada de la comuna de Folligny.

## Demografía
| Gráfica de evolución demográfica de Le Mesnil-Drey entre 1800 y 2012 |
|                                                                      |

Los datos demográficos contemplados en este gráfico de la comuna de Le Mesnil-Drey, se han cogido de 1800 a 1968 de la página francesa EHESS/Cassini. Los demás datos se han cogido de la página del INSEE.